# Lesiszki
Lesiszki (lit. Liesiškės) – osada na Litwie, w rejonie wileńskim, 6 km na północny zachód od Ławaryszek, zamieszkała przez 20 osób.

## Historia
W dwudziestoleciu międzywojennym leżały w Polsce, w województwie wileńskim, w powiecie wileńsko-trockim, w gminie Mickuny.
Po II wojnie światowej w granicach Związku Sowieckiego. Od 1991 na niepodległej Litwie.